# Слёзы под дождём
«Слёзы под дождём» (англ. Tears in the Rain) — британский телефильм 1988 года. Экранизация одноимённого произведения, автор которого — Памела Уоллес. События фильма развиваются в Великобритании, в двух временных периодах: в 1940-х и в 1980-х годах. Период Второй мировой войны преподносится в виде флешбэков.

## Сюжет
Американка Джесси Кантрелл, умирая, завещает своей дочери Кейси найти в Британии лорда Бредона и передать ему своё письмо. Без особого желания, лишь исполняя последнюю волю матери, Кейси едет на поиски лорда. Не находя лорда в его замке, она сталкивается с его сыном Майклом. Молодые влюбляются друг в друга с первого взгляда. Однако когда Кейси находит Бредона, тот делает вид, что не знает её матери и не хочет брать письма, несмотря на очевидное волнение при известии о смерти Джесси. Кейси и Майкл решают разгадать семейную тайну, в которую оказывается вовлечена жена лорда Эмили…

## В ролях
| Актёр             | Роль               |
| ----------------- | ------------------ |
| Шэрон Стоун       | Кейси Кантрелл     |
| Кристофер Кейзнов | Майкл Бредон       |
| Ли Лоусон         | Хамдан аль-Дубай   |
| Пол Дэнман        | лорд Ричард Бредон |
| Морис Денэм       | Фордингбридж       |
| Анна Мэсси        | леди Эмили         |
| Рэйчел Даулинг    | Эмили в молодости  |
| Гарри Бёртон      | Ричард в молодости |
| Колетт Стивенсон  | Джесси Кантрелл    |